# Síran kobaltnatý
Síran kobaltnatý je anorganická chemická látka se vzorcem CoSO4. Tato látka vytváří celou řadu hydrátů, z roztoků krystalizuje jako heptahydrát. Bezvodá forma je bílá, hydráty jsou oranžové až červené. Heptahydrát této látky je také znám jako červená skalice, kobaltová skalice nebo kobaltový vitriol.

## Výroba
CoSO4 se průmyslově vyrábí reakcí kovového kobaltu s kyselinou sírovou, dle rovnice:
Co + H2SO4 → CoSO4 + H2
Zásadně se nepoužívá možnost výroby reakce kyseliny sírové s nerosty kobaltu, kobalt se v nich totiž vyskytuje ve formě sulfidů, arsenidů, sulfidoarsenidů, či je v kombinaci s jinými kovy (často s niklem či železem, zřídka olovem). V případě této výroby by v lepším případě vytvářelo sírany kontaminované sírany železa, niklu a jiných kovů; v horším případě by však vznikaly i prudce jedovaté plyny sulfan a arsan (arsenovodík).

Je však možné nechat nerosty této látky oxidovat kyslíkem za zvýšené teploty a následně odstranit nečistoty, které se usadí na samém dně a ty, které plavou na povrchu. Vzniklé oxidy není třeba redukovat za vzniku kovu, lze je použít rovnou na výrobu této sloučeniny. Reakce pak probíhá:
CoO + H2SO4 → CoSO4 + H2O
Na výrobu velice čisté látky se však používá první zmíněná možnost výroby. Laboratorně lze nechat reagovat uhličitan kobaltnatý či hydroxid kobaltnatý s kyselinou sírovou:
CoCO3 + H2SO4 → CoSO4 + CO2 + H2O

## Reakce
Tato látka reaguje se sulfidem sodným za vzniku sulfidu kobaltnatého a síranu sodného, dle rovnice:
CoSO4(aq) + Na2S(aq) → CoS(s) + Na2SO4(aq)

## Využití
Tato látka se využívá na galvanické pokovování kobaltem. Vezme se koncentrovaný roztok této látky. Kladná elektroda (anoda) je z kobaltu, jako záporná elektroda (katoda) je do roztoku vložen předmět, který má být pokoven. Dále se tato látka používá na výrobu sulfidu kobaltnatého výše uvedenou rovnicí, jehož roztok v oleji se používal jako černý inkoust.

## Bezpečnost
Tato látka je ve velkém množství jedovatá pro člověka i pro ostatní živočichy, LD50 této láky pro krysu při orálním podání je asi 424 mg/kg. V práškovité formě je tato látka karcinogen třídy 2B, vdechování prachu této látky je spojováno s karcinomem plic.

## Měření přítomnosti látky
Pro kvalitativní potvrzení přítomnosti této látky srážecí metodou je nejprve potřeba potvrdit přítomnost kobaltového iontu. Na to stačí, aby byl roztok této látky smíchán s roztokem hydroxidu sodného (či draselného), za vzniku tmavě modré sraženiny. Pro definitivní potvrzení se zpravidla provádí ještě jeden test shody, kupříkladu s uhličitanem sodným tvoří fialovou sraženinu či se sulfidem sodným vytváří tmavou sraženinu.

Dalším krokem je zjištění přítomnosti síranového iontu. To se nejčastěji provádí reakcemi s chloridem hořečnatým a chloridem vápenatým, aby reakce proběhla rychleji, přidává se do zkumavky malé množství ethanolu. S chloridem vápenatým vznikne bílá sraženina, zatímco s chloridem hořečnatým sraženina nevznikne, čímž se odlišuje od uhličitanů a hydroxidů.

Pro kvantitativní analýzy se používá chelatonická titrace, která však je ovlivňována i jinými případnými solemi, které se ve vzorku vyskytují.